# Azazel (Marvel Comics)
Azazel é um personagem de quadrinhos na Marvel Comics, e é o pai biológico de Noturno. Sua primeira aparição foi em Uncanny X-Men #428, durante trama "Draco", escrita por Chuck Austen.

## Biografia da personagem
Azazel alega que há muitos anos uma antiga horda de mutantes demoníacos desde os tempos bíblicos chamada Neyaphem estava em uma batalha épica contra um grupo de mutantes angelicais excessivamente zelosos, chamados Cheyarafim. Eles foram vitoriosos na batalha e baniram os “maus" mutantes para uma dimensão alternativa por toda a eternidade. O líder dos Neyaphem, Azazel, foi o único capaz de romper o vazio dimensional por breves períodos de tempo devido a seus poderes de teletransporte. Sua única esperança de voltar à Terra era engravidando as mulheres, porque seus filhos estão relacionados à sua dimensão.
Cerca de vinte anos atrás, Azazel começou a acasalar-se com as mulheres que tinham aspectos estranhos, pelo menos com relação à aparência e às habilidades que outras mulheres não têm. Ele conheceu Mística, na Alemanha, na época ela era casada com um rico senhor de castelo chamado Barão Christian Wagner, que não pôde dar a ela filhos. Quando Mística foi apresentada a Azazel, que conheceu Christian como um parceiro de negócios, ela teve uma atração instantânea por ele. Apesar de ter hesitado trair Christian, cedeu aos encantos de Azazel e eles efetivamente se relacionaram. Não muito depois, Mística estava grávida de Noturno. Enquanto Mística tinha realmente se apaixonado por Azazel, ele só parecia estar interessado em engravidá-la, mas, na verdade, Azazel encontrou em Mística um amor de verdade. Pouco depois de ter completado sua "missão", Azazel deixou Mística, sabendo que ela estaria a salvo, pois tinha ciência do tipo de mulher que ela era.
Logo depois, Mística matou Christian e enterrou seu corpo, porque ele suspeitava de sua traição. Poucos meses depois, Mística deu à luz um filho. Devido ao choque e a um tipo de parto difícil do menino, Mística perdeu a concentração e, acidentalmente, revelou sua verdadeira forma àqueles que auxiliavam-na no parto. Considerada um demônio, Mística foi escorraçada por uma multidão enfurecida. Escapando, ela jogou o bebê do alto de um barranco. A criança foi teleportada para longe, aparentemente por Azazel, e dada aos cuidados de Margali Szardos. Azazel teve relações anteriores com outras mulheres, resultando no nascimento de Abismo e Kiwi.
Azazel desejou crianças de várias dezenas de outras mulheres, que eram todas misteriosamente chamadas para serem recolhidas e sacrificadas na ilha conhecida como a Isla Des Demonas. O intuito disso era fazer com que elas abrissem um portal e trouxessem o seu exército para a Terra a fim de destruir os Cheyarafim, permitindo que os mutantes demoníacos vivessem no mundo e encontrassem seu lugar nele. As crianças mutantes trabalharam juntas em um estado de zumbi e abriram o portal para a dimensão de Azazel, mas os X-Men tinham seguido Kurt para ver onde estava indo e saltaram para dentro do portal. Uma vez dentro, Azazel regozijou-se muito em brincar com a equipe, fazendo-os crer que ele era realmente Satanás.
No final, Azazel não foi capaz de libertar os Neyaphem porque o portal teve que ser aberto em uma área onde o sangue Cheyarafim não pôde ser encontrado. Arcanjo - considerado por Azazel como um descendente dos Cheyarafim - estava presente no momento e o portal foi destruído. Azazel desapareceu e não foi mais visto desde então.
Nos últimos tempos tem sido especulado que Azazel é na verdade um demônio, ou pelo menos tem o sangue de um. Muitos seres místicos, como Mefisto e Coração Negro fizeram referências ligeiras ao líder do Neyaphem ser muito mais do que parecia e tinha um estranho conjunto de "laços" para os mortais. Embora Mefisto afirmou abertamente que Azazel possui uma grande força inatingível por demônios de verdade.

## Poderes e habilidades
Azazel tem a habilidade de se teletransportar através das distâncias interdimensionais, gera raios e fluxos de energia paralisante, assim como uma energia destrutiva que causa uma espécie de desintegração. Ele pode disfarçar sua aparência. Além disso, ele e todos os outros Neyaphem são afetados negativamente pelo sangue de cura dos Cheyarafim que faz com que seu corpo comece a quebrar. Azazel também tem a capacidade de controlar mentalmente os Firedancers, répteis que habitam a dimensão de enxofre, e tem um grande conhecimento de magia antiga.

### Habilidades
Ele também é um mestre espadachim com um código de honra e ética um pouco distorcidas,e exímio em lutas corpo-a-corpo .

## Outras mídias

### Filme
O ator Jason Flemyng fez o papel de Azazel, em X-Men: First Class.